# 邵博
邵博（?—1158年）。生年不詳，字公濟，号西山。洛陽人。
邵伯溫次子。約宋徽宗年間人。绍兴八年（1138年）因趙鼎推薦，赐同进士出身。绍兴九年（1139年），除秘書省校書郎兼實錄院檢討官，五月，出知果州。紹興二十二年（1152年）七月，以左朝散大夫知眉州。绍兴二十七年（1157年）著成《邵氏闻见后录》三十卷。紹興二十八年（1158年）四月，降授左朝散郎，是年卒於犍为县。有《西山集》五十七卷，已佚。有《邵氏闻见后录》传世。